# Великий Березний
Вели́кий Бере́зний — селище на заході України, в Ужгородському районі Закарпатської області.
У дорадянській українській мові відбувалося випущення звуку Н у словах похідних від топонімів закінчених на -на, -ня, -не, -нє, -ни, -ний, -ній, -но, щоб запобігти збігові приголосних. Згідно з тодішньою парадигмою мало би бути:
Вели́кий Бере́зний — великобере́знянський — (велико)бере́знянщина — великобере́знянець.

## Географія
Розташований на правому березі Ужа, при підніжжі гір. Через Великий Березний проходять автомобільна траса та залізниця Ужгород—Львів.
Великий Березний розташований на етнічній території Лемківщини.

### Клімат
Клімат на території м'який, помірно теплий і вологий, але зими тут дещо холодніші, ніж в інших районах закарпатської частини Українських Карпат. Середня температура січня становить −6 °С, липня — +15,6—18,0 °С за середньорічної максимальної температури +30 °С і мінімальної — −31 °С. Опадів тут випадає 800—1100 мм на рік.

### Ґрунти
У ґрунтовому покриві переважають бурі гірсько-лісові ґрунти різного ступеня оглеєності, у річковій долині — лучні глейові ґрунти.

## Населення
Станом на 1980 рік у селищі проживало 6 200 осіб[джерело?].

### Чисельність
| 1959    | 1970    | 1979    | 1989    | 2001    |
| ------- | ------- | ------- | ------- | ------- |
| 3 153   | ▲ 4 604 | ▲ 5 894 | ▲ 7 113 | ▼ 6 804 |
| 2003    | 2004    | 2005    | 2006    | 2007    |
| ▬ 6 784 | ▬ 6 785 | ▲ 6 799 | ▲ 6 819 | ▲ 6 842 |
| 2008    | 2009    | 2010    | 2011    | 2012    |
| ▲ 6 868 | ▲ 6 949 | ▲ 7 014 | ▲ 7 078 | ▲ 7 142 |
| 2013    | 2014    | 2015    | 2016    | 2017    |
| ▲ 7 207 | ▲ 7 292 | ▲ 7 394 | ▲ 7 443 | ▲ 7 523 |
| 2018    | 2019    | 2020    | 2021    | 2022    |
| ▲ 7 559 | ▲ 7 603 | ▲ 7 632 | ▲ 7 687 | ▲ 7 713 |

### Мовний склад
Рідна мова населення за даними перепису 2001 року:
| українська      | 6504 | 97,73% |
| російська       | 83   | 1,25   |
| словацька       | 46   | 0,69   |
| угорська        | 9    | 0,14   |
| білоруська      | 6    | 0,09   |
| циганська       | 2    | 0,03   |
| румунська       | 2    | 0,03   |
| інші/не вказали | 3    | 0,04   |

## Історія

### Епоха графів Другетів
Перша згадка про поселення, назване від дерева береза, припадає на 1409 рік, коли кенез (староста) Бонча притягнув до відповідальності винного за якийсь злочин і над ним відбувся суд. У державному податковому списку за 1427 рік ідеться про те, що Великий Березний належить до володінь Ужгородської домінії графів Другетів. Згідно з урбаром 1691 року, теперішній район (центр і навколишні села) на правах округу входив у 4-й дистрикт Ужгородської домінії графа Берчені, спадкоємця Другетів.
Станом на 1427 рік тут налічувалося 33 селянські двори, тобто приблизно 150 душ. За урбаріальним переписом 1791 року в селі 80 кріпацьких сімей з наділом і 70 безземельних жителів.
Жителі Березнянщини брали активну участь у визвольній війні 1703—1711 років. Загони повстанців під керівництвом Івана Беци, що спустилися з гір, у вересні 1703 року взяли в облогу Ужгородську фортецю.
За переписом 1751 року, у селі було 40 дворів і понад 200 жителів. 12 квітня 1770 року Великий Березний здобув статус містечка і пов'язане з цим право проводити великі ярмарки, куди стікався народ з обох боків Карпат. Станом на 1825 рік тут було 126 будинків і 1309 жителів.

### Нові часи
За Географічним словником Угорщини станом на 1839 рік тут проживало 1216 осіб, із них 750 греко-католиків, 300 римо-католиків (тобто угорців і німців), 160 євреїв.

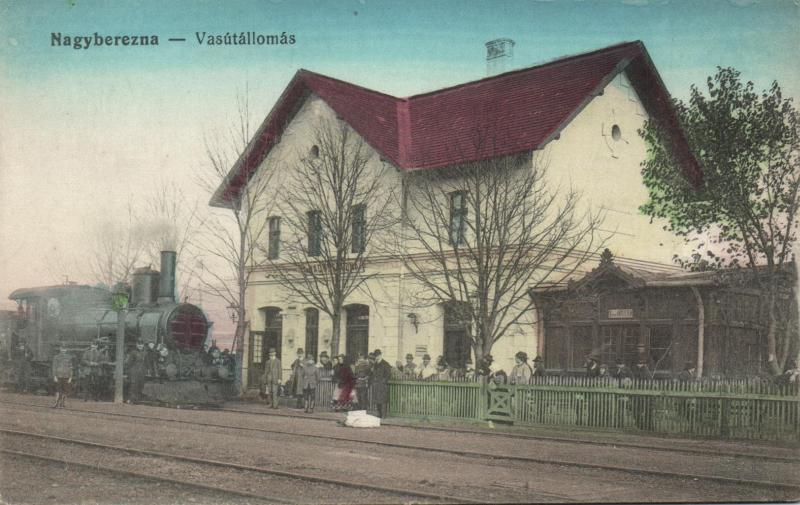
Залізничний вокзал. Початок XX століття

З відкриттям ділянки залізниці Ужгород — Великий Березний у 1897 році і будівництвом лінії до Ужка спостерігається інтенсивне зростання населення Великого Березного. Напередодні Першої світової війни тут уже було близько 3000 жителів. Ще через 30 років (1944 р.) у 547 будинках тут мешкали 4032 особи. 
30 травня 1947 року Великий Березний отримав статус селища міського типу.

З 22 грудня 2019 року Великий Березний став центром утвореної Великоберезнянської ОТГ у складі наступних населених пунктів: Великий Березний, Розтока Пастіль, Костєва Патіль, Бегендят Пастіль, Руський Мочар.

## Герб
На печатці Великого Березного першої половини XIX століття в обрамленні лаврового вінка герб Угорщини. Напис угорською мовою: «Печатка міста Великий Березний».

## Цікаві місця
У селищі є парк екзотичних і реліктових рослин, закладений наприкінці XIX століття.
У центрі селища споруджено пам'ятник Т. Г. Шевченку і воїнам Радянської армії, які загинули в боях у жовтні 1944 року .
У селищі розташована прикордонна застава.
У Великому Березному є архітектурна пам'ятка — церква Святої Трійці.

## Культура
У жовтні 1990 року у Великому Березному відкрито перший в області пам'ятник Тарасові Шевченку. Культурний відпочинок населення селища організовує районний будинок культури.

### Історико-краєзнавчий музей
Музей відкрито 1998 року в одному з приміщень школи, щоб зберегти весь матеріал, зібраний учнівським колективом протягом багатьох років. Разом із наставниками учні школи ведуть пошукову, дослідницьку та краєзнавчу роботу. Записують легенди, казки, прислів'я, приказки свого краю, спогади старожилів. Крім того, вони вивчають традиції та звичаї, побут місцевих жителів та збирають старовинні речі — одяг, знаряддя праці, предмети домашнього вжитку. Теперішня експозиція музею є результатом цієї кропіткої діяльності.
Експозиція музею має два відділи: історичний та краєзнавчий. Матеріали історичного відділу розповідають про відомі та маловідомі факти історії Верховинського краю, видатних людей, традиції та обряди. Окремі експонати дають змогу ознайомитися з історією виникнення освіти на Березнянщині, про школи минулого, видатних випускників. Найціннішими експонатами цього відділу є колекція старовинних ікон і народного одягу. Краєзнавчий відділ оформлений у вигляді світлиці. Тут стіл і лавиці, предмети домашнього вжитку, давні знаряддя праці (мотальниця, прядка, елементи кросен). Представлена тут і сучасна виставка робіт учнів на тему «Природа і фантазія».

### Міні-скульптури Великого Березного
Міні-скульптури розташовані на горі Явірник:
- 16 квітня 2018 у туристичному притулку Явірник відкрито міні-скульптуру — бронзовий турист;
- 10 червня 2018 року відкрито міні-скульптуру Янку Деревляному.

## Відомі люди
- Бажура Іван Володимирович — український військовик, старший солдат 128-ї окремої гірсько-штурмової бригади, Герой України, учасник російсько-української війни.[20]
- Іван Раковський (1815–1871) — лінгвіст і журналіст.

Народилися
- Базель Ярослав Рудольфович — український хімік.
- Боролич Юрій Юрійович — український письменник у Чехословаччині.
- Лайош Вінце (1914—2002) — угорський художник, графік, ілюстратор[21].
- Атанас Гомічков (1854–1916) — графік-карикатурист, співробітник ряду будапештських газет.
- Іштван Грох (2 червня 1867 — 16 березня 1936) — художник-прикладник, письменник теорії мистецтва.
- Юрій Кичак (1947—2018) — відомий журналіст верховинського краю, багатолітній беззмінний редактор районної газети «Карпатська зірка», яка померла разом із редактором.
- Еміль Ланер (1893—1980) — угорський художник, представник паризької школи[22].
- Василь Лацанич — український громадський та політичний діяч, педагог, начальник департаменту персоналу уряду Карпатської України, посол Сойму Карпатської України.
- Мальчицький Семен Йосипович (1924—2005) — український графік.
- Василь Наливайко (1991—2014) — солдат Збройних сил України, учасник російсько-української війни.
- Пекар Василь Миколайович (1984—2022) — старший солдат Збройних Сил України, учасник російсько-української війни.
- Рогач Іван Андрійович (1914—1942) — український військовий і політичний діяч, журналіст, член ОУН.
- Рогач Лариса Іванівна (нар. 1969) — українська суддя, голова Касаційного господарського суду.
- Сабов Кирило Антонович (1838–1914) — літературознавець та публіцист.
- Сабов Руслан Миколайович (1977—2015) — український військовик, старшина Збройних сил України, учасник російсько-української війни.
- Едмунд Самовольський (1878—1914) — відомий скульптор, пам'ятники його роботи були встановлені в Ужгороді, Кошиці, Будапешті;
- Станканич Микола Михайлович —  — український військовик, Герой України, учасник російсько-української війни[23]. Служив у 68-й окремому батальйоні ТрО Ужгородського району 101 бригади сил ТрО Збройних сил України.

## Пам'ятки
У селищі розташовані парки-пам'ятки садово-паркового мистецтва місцевого значення Парк-арборетум і Арборетум в дворі райвиконкому.

## Галерея
|                                |
| Будинок районної адміністрації |

|                       |
| Будинок селищної ради |

|                                                                 |
| Вхід до адмінбудівель Ужанського національного природного парку |

|                                                            |
| Підвісний місток через річку Уж поблизу Великого Березного |

|                                                         |
| Вигляд на Уж нижче за течією поблизу Великого Березного |

|                                          |
| Колишня синагога, тепер Будинок культури |

|                         |
| Синагога в 1920-х роках |

|                                     |
| Перша синагога в Великому Березному |